# Peter Lindgren (attore)
Peter Edvin Lindgren (Lidingö, 13 dicembre 1915 – Stoccolma, 30 maggio 1981) è stato un attore svedese, vincitore del premio Guldbagge come miglior attore nel 1980.

## Biografia
La sua carriera ebbe inizio negli anni trenta concludendosi con la morte avvenuta a 65 anni. Si sposò quattro volte.

## Filmografia

### Cinema
- Iris fiore del nord (Iris och löjtnantshjärta), regia di Alf Sjöberg (1946)
- F.B.I. New York intercetta Stoccolma (Blondin i fara), regia di Robert Brandt (1957)
- Relazioni proibite (Träfracken), regia di Lars-Magnus Lindgren (1966)
- Io sono curiosa (Jag är nyfiken - en film i gult), regia di Vilgot Sjöman (1967)
- Jag är nyfiken - en film i blått, regia di Vilgot Sjöman (1968)
- La nuova terra (Nybyggarna), regia di Jan Troell (1972)
- Garage (Garaget), regia di Vilgot Sjöman (1975)
- Mina drömmars stad, regia di Ingvar Skogsberg (1976)
- Jag är Maria, regia di Karsten Wedel (1979)

### Televisione
- Innocenti occhi blu (Ärliga blå ögon) (1977)

## Premi e riconoscimenti
Guldbagge
1980 - Miglior attore - Jag är Maria